# Niels Peter Lemche
Niels Pieter Lemche (6 settembre 1945) è un biblista e teologo danese.
Conduce le sue attività di ricerca e di docente nell'Università di Copenaghen.

## Minimalismo biblico
Lemche è strettamente identificato col movimento noto come Minimalismo biblico, ed ha, come egli stesso ha detto, "assunto il ruolo di portavoce filosofico e metodologico" del movimento.
In comune con la tendenza generale dei moderni studi scientifici, Lemche identifica nel periodo persiano achemenide e in quello greco-ellenistico (V - IV secolo a.C.) il più appropriato ambiente in cui ricercare la composizione della maggioranza dei testi biblici, argomentando tutto ciò col fatto che a suo parere questo è il singolo periodo storico che meglio spiega la 'matrice mentale' della maggior parte della letteratura antico-testamentaria e "probabilmente di tutta la sua storiografia".
Lemche considera la narrativa tradizionale della storia dell'Israele storico inclusa nella Bibbia troppo tardiva nelle sue origini per essere utile ai fini di una ricostruzione storica credibile. La sua ricostruzione alternativa è basata per intero sul dato archeologico, e può essere riassunta nel modo seguente: Da almeno la prima metà del XIV secolo a.C. l'area montuosa centrale è stata il luogo d'insediamento degli Apiru, "un elemento para-sociale ... [consistente] in antichi contadini di condizione non libera fuggiti [dai loro padroni] o in proprietari che avevano abbandonato le piccole città-Stato delle pianure e delle valli della Palestina", che vivevano come "gruppi fuorilegge o di predoni". Quando apparvero più d'un secolo dopo nuovi insediamenti umani nelle regioni montuose, all'inizio dell'Età del Ferro, vi sono evidenze di nuove strutture politiche emergenti all'interno di questi stessi gruppi. Gli insediamenti del cosiddetto periodo "Ferro I" attestano un ritorno all'insediamento stabile di quei gruppi, a uno stile di vita improntato all'agricoltura e all'inizio di un processo di (re)tribalizzazione. Israele fu il prodotto finale di quel processo. 
Le idee di Lemche hanno molto in comune con quelle di Israel Finkelstein, e costituiscono un ampio intento di riflessione e ridisegnamento delle ipotesi sulle origini dell'Israele storico e della storicità della Bibbia.

## Pubblicazioni
- Early Israel: Anthropological and Historical Studies on the Israelite Society Before the Monarchy (Brill, 1986)
- The Canaanites and Their Land: The Tradition of the Canaanites (Sheffield Academic Press, 1991)
- Ancient Israel: A New History of Israelite Society (Continuum International Publishing Group, 1988)
- The Israelites in History and Tradition (Westminster John Knox Press, 1998)
- Israelites in History and Tradition, (Westminster John Knox Press1998), ISBN 0664220754
- Prelude To Israel's Past: Background & Beginnings of Israelite History & Identity (1999)
- Historical Dictionary of Ancient Israel (The Scarecrow Press, 2003)
- The Old Testament Between Theology and History: A Critical Survey (Westminster John Knox Press, 2008)